# Dolophones elfordi
Dolophones elfordi là một loài nhện trong họ Araneidae.
Loài này thuộc chi Dolophones. Dolophones elfordi được miêu tả năm 1946 bởi Dunn & Dunn.